# Pasmo Przedborsko-Małogoskie
Pasmo Przedborsko-Małogoskie (342.15) – ciąg wzgórz o długości blisko 50 km położony w środkowej części Wyżyny Przedborskiej. Znajduje się na terenie województw świętokrzyskiego i łódzkiego. Od południa sąsiaduje z Niecką Włoszczowską, a od północy z Wzgórzami Opoczyńskimi.
Pasmo Przedborsko-Małogoskie stanowi naturalne przedłużenie Gór Świętokrzyskich ku zachodowi. Pasmo Przedborsko-Małogoskie stanowi wyraźnie zaznaczony w krajobrazie wał, ciągnący się od doliny Pilicy koło Przedborza w kierunku południowo-wschodnim przez Małogoszcz po dolinę Białej Nidy i Wiernej Rzeki (Łososiny) i wyniesiony o ponad 100 m nad okoliczne tereny. Kulminacje pasma to: Fajna Ryba (347 m n.p.m.), Kozłowa Góra (336 m n.p.m.), Bukowa Góra (335 m n.p.m.), Krzemycza Góra (334 m n.p.m.) i Góra Sabianów (353 m n.p.m.) W kilku miejscach, w grzbietowych partiach wzgórz, znajdują się stare kamieniołomy i odkrywki odsłaniające ciekawe profile geologiczne. Od wschodu do wzniesień Pasma Przedborsko-Małogoskiego przylegają podmokłe i zalesione obszary w tzw. Niecce Zabrodzkiej.  
Wysokość: od 250 m n.p.m. (dolina Czarnej Włoszczowskiej) do 353 metrów n.p.m. (Góra Sabianów na zach. od Małogoszcza). Powierzchnia: około 240 km².